# جيم بوو
جيم بوو (بالإنجليزية: Jim Boo)‏ هو لاعب هوكي جليد أمريكي، ولد في 12 نوفمبر 1954 في رولا في الولايات المتحدة.

## وصلات خارجية
- جيم بوو على موقع دوري الهوكي الوطني (الإنجليزية)
- جيم بوو على موقع قاعة مشاهير الهوكي (لاعب أن.إتش.أل) (الإنجليزية)
- جيم بوو على موقع EliteProspects.com (الإنجليزية)
- جيم بوو على موقع HockeyDB.com (الإنجليزية)
- جيم بوو على موقع Hockey-Reference.com (الإنجليزية)